# Frej Klemming
Frej Klemming, född 28 december 1893 i Klara församling, Stockholm, död 27 december 1978 i Fors församling, Eskilstuna, var en svensk arkitekt och konstnär.

## Familj
Frej Klemming var brorson till arkitekten Wilhelm Klemming och kusin med Hjalmar Klemming.

## Biografi
Klemming studerade vid Kungliga tekniska högskolan 1912–1916 med fortsatta studier vid Kungliga konsthögskolan 1916–1920. Han var anställd hos Ragnar Östberg och vid Byggnadsstyrelsen 1922–1925. 1926 blev han biträdande arkitekt vid Stockholms stads byggnadsnämnd. Han verkade som stadsarkitekt i Eskilstuna 1927–1938 och i Strängnäs 1938–1958. Från början av 1960-talet till 1973 var han bosatt i Verona i Italien.

## Verk i urval
- Biografsinredning för Zita

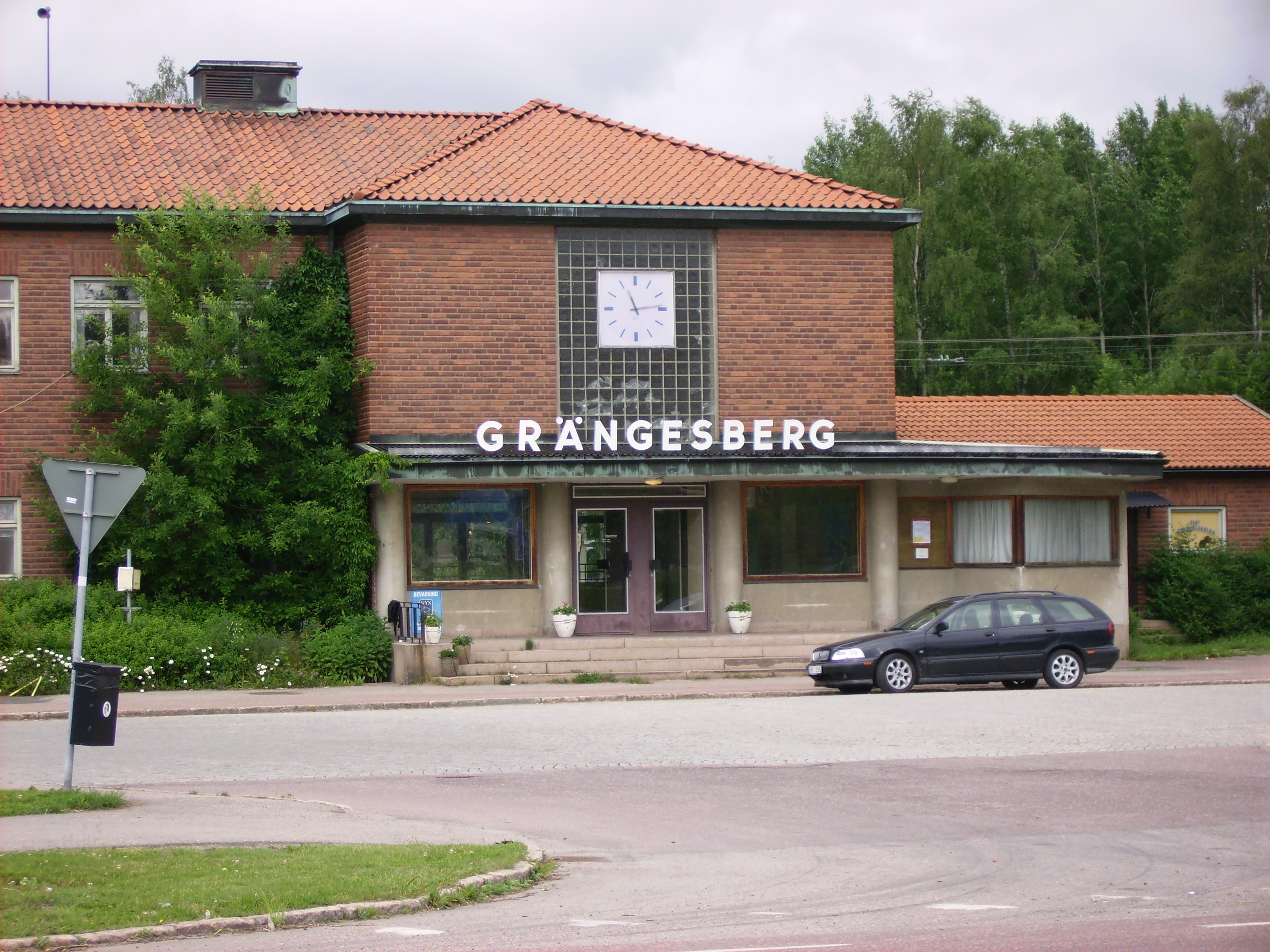
Grängesbergs järnvägsstation

- Torsgatan 74, Stockholm (1924), tillsammans med Olle Lagergren
- Östra Långgatan 33 o 35, Köping (1924), tillsammans med Olle Lagergren[5]
- Byggnader för LM Ericssons fabriker, Tulegatan i kvarteret Grundläggaren (1925-26)
- Grängesbergs järnvägsstation (1938-1940)
- Öbergska huset, Eskilstuna (1929)
- EPA-varuhuset, Eskilstuna (1931)
- Ombyggnad av lasarett till Eskilstuna konstmuseum (1937)
- Stadshotellet, Eskilstuna (1939), tillsammans med David Nilsson
- Hus för Eskilstuna-Kuriren (1950–1951)
- Tennishallen, Eskilstuna